# Gefecht bei Rugaro
Das Gefecht bei Rugaro am 17. August 1891 war eine Schlacht zwischen dem Volk der Hehe (auch Wahehe) und der Schutztruppe für Deutsch-Ostafrika. Obwohl sie kaum Feuerwaffen besaßen, siegten die zahlenmäßig überlegenen Hehe-Krieger. Für die Schutztruppe war es eine der verlustreichsten Niederlagen in ihrer Geschichte. Der Kampf markiert einen Höhepunkt im Hehe-Krieg.

## Vorgeschichte
Im Jahr 1890 zogen das Deutsche Kaiserreich und Großbritannien im sogenannten „Helgoland-Sansibar-Vertrag“ die Grenzen Deutsch-Ostafrikas. Die Kolonie ging von der privaten Verwaltung durch die Deutsch-Ostafrikanische Gesellschaft in die unmittelbare Reichsverwaltung über. Aufgrund des Küstenaufstands von 1888 stand die koloniale Durchdringung im Inland aber noch am Anfang. Nach der Niederschlagung des Aufstands starteten nun auch militärische Expeditionen ins Landesinnere, um die Karawanenwege zu kontrollieren, die deutsche Herrschaft zu festigen und etwaigen Widerstand einheimischer Oberhäupter zu brechen.

## Befehlshaber
An dem Gefecht waren die 5. (Sudanesen-), 6. und 7. (Zulu-)Kompanie der Schutztruppe für Deutsch-Ostafrika unter dem Befehl von Hauptmann Emil von Zelewski beteiligt. Sein Auftreten gegenüber den Küstenbewohnern gilt als Auslöser des vorangegangenen Küstenaufstands. Unter anderem soll er eine Moschee in Pangani entweiht haben, indem er sie in Stiefeln und mit Hunden betrat, was in dem muslimisch geprägten Küstenort für einen Eklat sorgte. Die Inland-Expeditionen führte von Zelewski ebenfalls in kompromissloser Weise. Am 30. Juli 1891 notierte er etwa: „eine befestigte Siedlung mit 20 Granaten und 850 Maximpatronen beschossen“.
Die Hehe-Krieger wurden von Mpangile, dem Bruder des Chief Mkwawa, angeführt. Die Hehe behaupteten einen ausgedehnten Machtbereich im Hochland von Iringa, was den Einfluss der Deutschen und den der deutsch-freundlichen Nachbarvölker schmälerte.

## Marschroute
Von Zelewski befand sich zunächst im Hinterland von Kilwa, um Unruhen der Mahenge einzudämmen. Von dort aus zog er über den Rufiji nach Usagara zum Angriff auf die Hehe. Rochus Schmidt, zeitgleich Offizier der ostafrikanischen Schutztruppe, schrieb später, Zelewski wäre mit der Truppe besser per Schiff nach Bagamoyo zurückgekehrt, um von dort ins Hehe-Gebiet vorzudringen. Hätte er diesen Weg eingeschlagen, wären an der Karawanenstraße nach Mpwapwa die Wagogo und Massai als Verbündete zu gewinnen gewesen.

## Verlauf

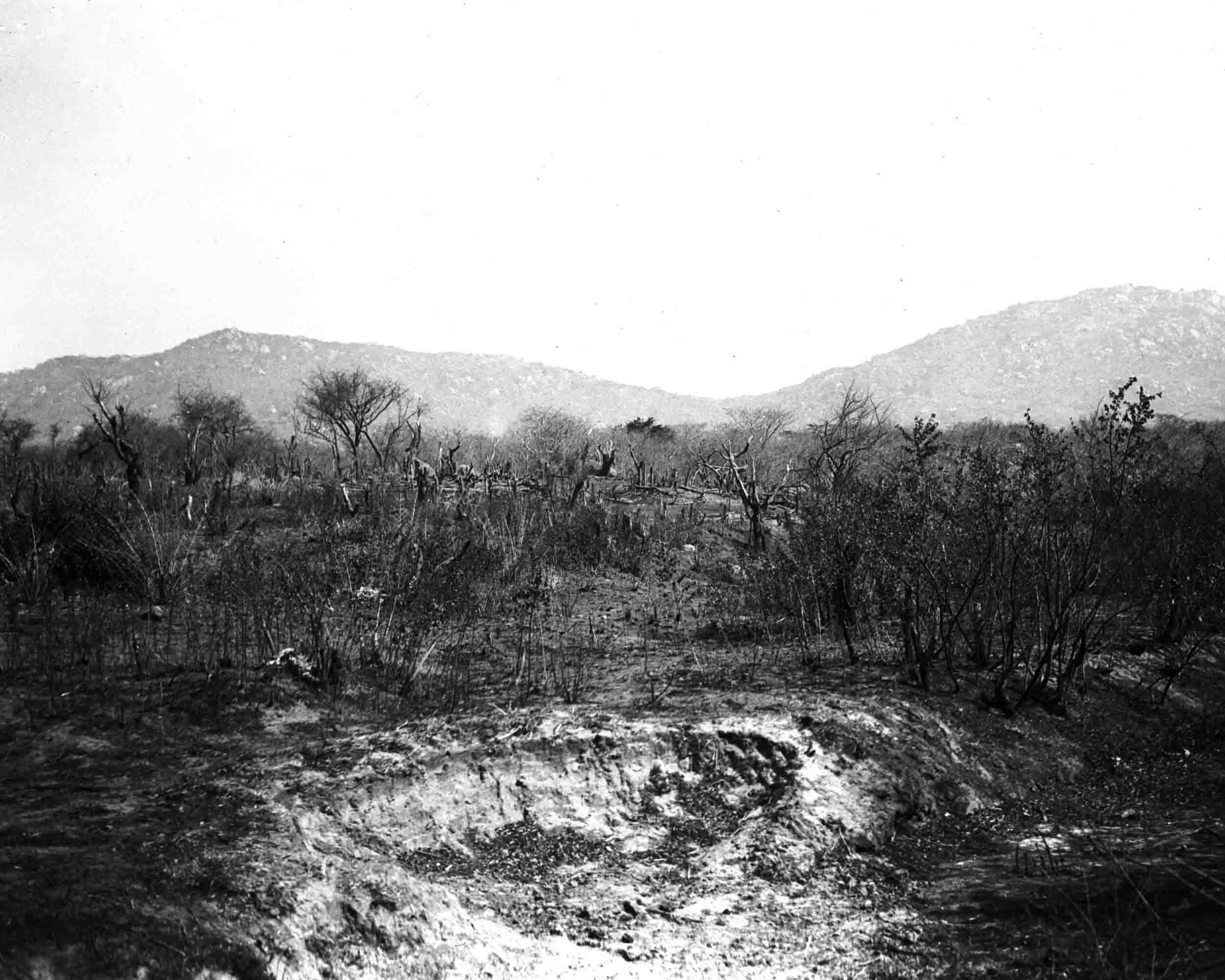
Ort des Gefechts von Rugaro gut 15 Jahre nach dem Geschehen (aufgenommen durch Kurt von Schleinitz)

Etwa zwölf Kilometer vor dem befestigten Ort Iringa wurde die Marschkolonne auf der gesamten Länge gleichzeitig von Hehe-Kriegern angegriffen. Die Hehe hatten die Kolonne beobachtet und sich an einer günstigen Stelle neben dem absehbaren Marschweg in Deckung gelegt. Im weiteren Verlauf wurde der Weg durch Krieger aus dem Volk der Bena versperrt. Es war verabredet gewesen, dass auf Kommando ihres Befehlshabers ein Schuss als Zeichen zum Angriff abgefeuert werden sollte. Ein unvorhergesehener Zwischenfall führte zu einem vorzeitigen Angriff, was wiederum die Nachhut der deutschen Kolonne retten sollte. Während der größte Teil der Kolonne bereits direkt unterhalb der versteckten Hehe war, schoss ein deutscher Offizier auf Vögel. Dies nahmen die Hehe als Signal und griffen an.   
Da der Kampf in dicht bewachsenem Gelände stattfand und von Zelewski auf ein Vorauskommando verzichtet hatte, wurde die Truppe vollständig überrascht. Die Askari konnten nur wenige Schüsse aus ihren Gewehren abfeuern, ehe die Hehe mit Stoßspeeren bewaffnet in die Kolonne einbrachen. Im direkten Nahkampf unterlag die Schutztruppe. Nach nur 10–15 Minuten war der Kampf entschieden. Die Hehe erbeuteten etwa 300 Gewehre sowie Geschütze und Maschinengewehre, was sie nachfolgend zu einem gefährlichen Gegner der Deutschen machte.
Die Nachhut unter Leutnant von Tettenborn war noch nicht in die Falle gegangen und sammelte sich auf einer nahe gelegenen Anhöhe. Nachstürmende Hehe-Krieger konnten zurückgeschlagen werden. Tettenborn gelang mit den Überlebenden der Rückmarsch in Richtung Daressalam. Vier Deutsche, ca. 64 Askari und etwa 74 Träger überlebten das Gefecht. Ihre Verlustrate lag damit ungewöhnlich hoch. Doch auch die Verluste der Hehe sollen mehrere hundert Mann betragen haben.
Auch von Zelewski befand sich unter den Toten.

## Folgen
Die Schutztruppe brauchte drei Jahre, um sich von der Niederlage bei Rugaro zu erholen. Erst im Oktober 1894 startete eine groß angelegte „Strafexpedition“ unter Friedrich von Schele. Nachfolgend verwickelte sich das Gouvernement von Deutsch-Ostafrika in einen lang anhaltenden Guerillakrieg mit Mkwawa, der sich bis zu seinem Selbstmord im Juli 1898 den Deutschen widersetzte.
Bei der Erstürmung Kwirengas am 30. Oktober 1894 wurden unter anderem Beutewaffen aus dem Kampf bei Rugaro zurückerobert.
Der Schutztruppen-Offizier Tom von Prince berichtete später, er sei 1894 an der Stelle des Gefechts von Rugaro vorübergekommen. Dabei habe er noch zahlreiche menschliche Überreste der Zelewski-Expedition gesehen. Darunter befand sich auch ein Schädel, aufgespießt auf einem Stock am Wegesrand, den er aufgrund von Plomben und der Charakteristik der Nasenwurzel als Kopf von Zelewskis identifizierte. Von Prince ließ die Gebeine der gefallenen Schutztruppen-Angehörigen bestatten und in der Nähe einen Grabhügel errichten. Der Schädel sollte von Zelewskis Hinterbliebenen überbracht werden, ging aber auf dem Weitermarsch verloren.
Später bauten die Deutschen ein Denkmal am Ort des Gefechts. Im Großen Deutschen Kolonialatlas von 1901 bis 1915, herausgegeben von der Kolonialabteilung des Auswärtigen Amtes, ist das Denkmal etwas östlich von Iringa als „Zelewski-Denkmal“ eingezeichnet. Es existiert noch immer und befindet sich direkt am überregionalen Tanzam Highway (T1) von Morogoro kommend einige Kilometer vor Iringa.